# Pythagoras sats

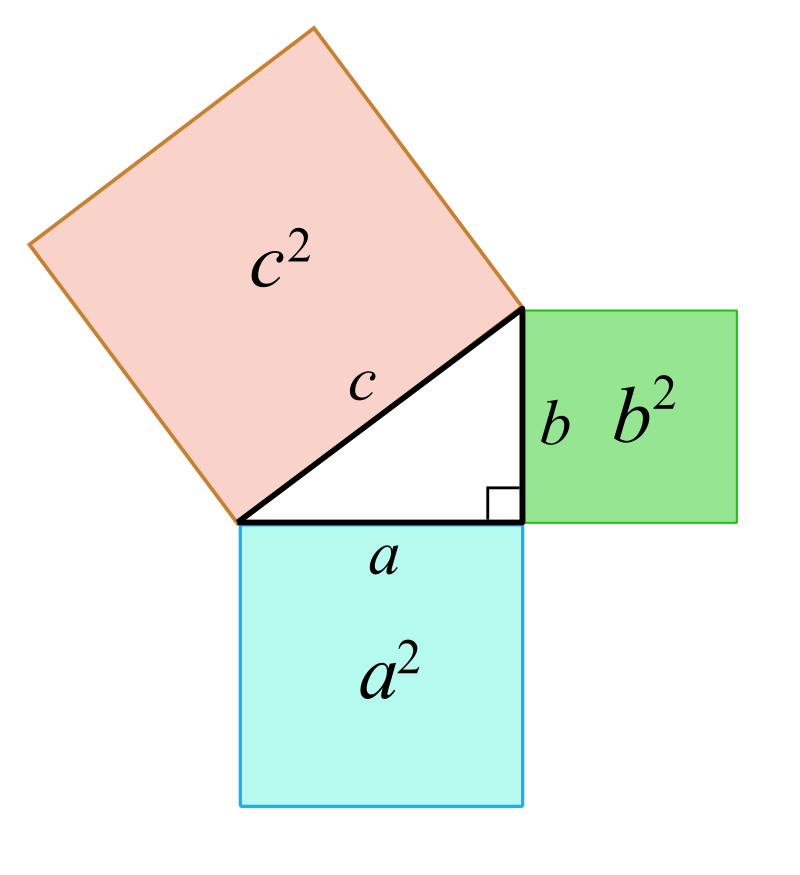
Enligt Pythagoras sats är arean av den röda kvadraten samma som arean av de blå och gröna kvadraterna tillsammans. Sambandet mellan a, b och c är således a^{2} + b^{2} = c^{2}

Pythagoras sats är en av matematikens mest kända satser. Enligt Pythagoras sats så gäller för en rätvinklig triangels sidor att
Kvadraten på hypotenusan är lika med summan av kvadraterna på kateterna.
Hypotenusan är den längsta sidan i en rätvinklig triangel och är motstående sida till den räta vinkeln. Katet är benämningen på var och en av de två sidor vilka bildar den räta vinkeln.
Sambandet i Pythagoras sats kan skrivas som Pythagoras ekvation:
{\displaystyle a^{2}+b^{2}=c^{2}}
där a, b och c är sidornas längder för en rätvinklig triangel och c är hypotenusans längd.
Satsens namn kommer från den grekiske matematikern Pythagoras (580 f.Kr – 495 f.Kr) som brukar tillskrivas det första beviset för satsen, men satsen var förmodligen redan tidigare känd i Babylonien.

## Cosinussatsen
Pythagoras sats kan ses som ett specialfall av cosinussatsen, vilken gäller för alla trianglar.
Låt a, b och c vara sidolängderna hos en triangel och låt θ vara vinkeln mellan två av sidorna, a och b. Sambandet mellan triangelns sidor och vinkeln är då
{\displaystyle c^{2}=a^{2}+b^{2}-2ab\cdot \cos \theta }
Om vinkeln θ är lika med 90 grader är cos θ = 0 och Pythagoras sats följer.

## Egyptiska trianglar och pythagoreiska tripplar
En egyptisk triangel är en rätvinklig triangel vars sidolängder förhåller sig till varandra som talen 3, 4 och 5. För en sådan triangel kan sidorna betecknas med 3n, 4n och 5n, där n är ett positivt heltal. Enligt Pythagoras sats gäller då att 
{\displaystyle (3n)^{2}+(4n)^{2}=(5n)^{2}\Rightarrow 9n^{2}+16n^{2}=25n^{2}}
vilket visar att satsen gäller för alla egyptiska trianglar.
Tre positiva heltal, a, b och c, kallas för en pythagoreisk trippel (a,b,c), om a2 + b2 = c2. Enligt en formel angiven av Euklides kan talen i en pythagoreisk trippel bildas med hjälp av uttrycken m2 - n2, 2mn och m2 + n2, där m och n är positiva heltal och m > n enligt 
{\displaystyle a=k\cdot (m^{2}-n^{2}),\ \,b=k\cdot (2mn),\ \,c=k\cdot (m^{2}+n^{2})}
där k är ett positivt heltal.
Exempel på pythagoreiska tripler som inte svarar mot egyptiska trianglar är tripplarna (5, 12, 13), (8, 15, 17) och (7, 24, 25).
Av resultat ovan följer också att det finns lika många pythagoreiska tripplar som det finns positiva heltal.

## Bevis för Pythagoras sats

Ett annat geometriskt bevis av Pythagoras sats.

Det finns en bok av E.S. Loomis med den engelska titeln The Pythagorean Proposition som innehåller 367 olika bevis för Pythagoras sats. 
Nedanstående bild visar en kvadrat vars sida har längden a + b. Pythagoras sats kan bevisas genom att kvadraten delas i två olika pussel (inom matematiken kallas detta att partitionera kvadraten på två olika sätt). 
Beviset består i att notera att de två pusslen båda innehåller samma blåa triangel, samma röda triangel, samma gröna triangel och samma gula triangel; de två rosa kvadraterna i det vänstra pusslet måste då tillsammans ha samma area som den rosa kvadraten i det högra pusslet. Alltså är
{\displaystyle a^{2}+b^{2}=c^{2}}
Ett mer direkt bevis, med utnyttjande av kvadreringsregeln {\displaystyle (a-b)^{2}=a^{2}+b^{2}-2ab}, ses i figuren till höger.

## Pythagoras sats i inre produktrum
Inom linjär algebra kan Pythagoras sats generaliseras till trianglar i inre produktrum av godtycklig dimensionalitet. Ett inre produktrum är ett vektorrum som besitter en inre produkt; Den inre produkten mäter 'vinklar' mellan vektorrummets element. Ett inre produktrum är även ett normerat rum, vars norm är given av den inre produkten:
{\displaystyle \Vert u\Vert ={\sqrt {\langle u,u\rangle }}.}
Normen mäter 'längden' hos vektorrummets element.
Om u och v är två vektorer i ett inre produktrum, V, så är deras summa också ett element i samma rum: 
{\displaystyle u,v\in V\quad \Rightarrow \quad u+v\in V}
Vektorerna u, v och u + v bildar tillsammans en 'triangel' i vektorrummet V; Triangelns 'längsta' sida är 
{\displaystyle c=\Vert u+v\Vert }
och de 'kortaste' sidorna är 
{\displaystyle a=\Vert u\Vert ,\quad b=\Vert v\Vert }
Sambandet mellan normen och den inre produkten låter oss uttrycka normen av summan u + v enligt
{\displaystyle \Vert u+v\Vert ^{2}=\langle u+v,u+v\rangle =\langle u,u\rangle +2\,\langle u,v\rangle +\langle v,v\rangle }
Med hjälp av sambanden ovan erhålls ett bevis för Pythagoras sats: 
{\displaystyle \ c^{2}=a^{2}+2\,\langle u,v\rangle +b^{2}=a^{2}+0+b^{2}}
då den inre produkten av två ortogonala vektorer är noll.
Detta kan också formuleras som
Vektorerna u och v är ortogonala om, och endast om, normerna av vektorerna u, v och u + v är relaterade enligt Pythagoras samband:
{\displaystyle \langle u,v\rangle =0\quad \Longleftrightarrow \quad a^{2}+b^{2}=c^{2}}